# África do Sul nos Jogos Paralímpicos de Verão de 1972
África do Sul participou dos Jogos Paralímpicos de Verão de 1972, que foram realizados na cidade de Heidelberga, na então Alemanha Ocidental (1949–1990), entre os dias 2 e 11 de agosto de 1972.
A delegação encerrou a participação com 41 medalhas, das quais 16 de ouro.